# Robert Cormier
Pour les articles homonymes, voir Cormier (homonymie).
Œuvres principales
- La Guerre des chocolats (1974)
- Je suis le fromage (1977)
- Après la première mort (1979)

Robert Edmund Cormier, né le 17 janvier 1925 à Leominster (Massachusetts) et mort le 2 novembre 2000 à Boston (Massachusetts) est un écrivain, éditorialiste et reporter américain.

## Biographie
Robert Cormier est né le 17 janvier 1925 à French Hill, le quartier francophone de Leominster, dans le Massachusetts aux États-Unis, où il a vécu toute sa vie. Il a eu 4 enfants, avec sa femme, Constance.
Sa passion pour l'écriture lui vient d'un professeur qui le pousse à écrire, après la rédaction d'un poème en classe. Robert écrit alors une courte histoire pour son professeur, qui l'envoie secrètement à un magazine, afin de la faire publier. Six semaines plus tard, il reçoit un chèque de 75 $ de son professeur, qui lui annonce que le texte allait être publié. Après ses études, il devient journaliste, puis rédacteur en chef, avant de se mettre à écrire.
Son premier roman, Maintenant et à l'heure, date de 1960.
Robert Cormier aime écrire sur l'intimidation, la manipulation, l'abus et l'autorité : il décrit et dénonce les réelles ambitions des individus, ainsi que le côté "négatif" qui les poussent à agir. Cormier s'inspire également de l'actualité et de ce qu'il a vu durant sa carrière de journaliste (qui dura une trentaine d'années) afin de composer des œuvres plus réfléchies. 
Amoureux du Jazz, des voyages et du cinéma, Cormier fait le tour des États-Unis, et voyage en Australie, où il réalise un rêve : plonger sa main dans l'océan Indien. Il reçoit de nombreux prix d'auteurs jeunesse, et des critiques positives de la part de l'American Libary Association, du New York Times et du School Library Journal.
Il a notamment publié La Guerre des chocolats en 1974 (son œuvre principale, évoquant l'affirmation de soi, l'intimidation, ainsi que le sens de la vie), Je suis le fromage en 1977 et Après la première mort en 1979. Son succès fut tel qu'il finit par abandonner ses activités journalistiques en 1978, pour se consacrer, jusqu'à sa mort en 2000, à sa carrière d'écrivain.

### Sources et bibliographie
: document utilisé comme source pour la rédaction de cet article.

#### Essais en langue originale
- Now and At the Hour - 1960
- Mrs. Riley is a Bad Teacher - 1962
- A Little Raw on Monday Mornings - 1963
- Take Me Where the Good Times Are - 1965
- La Guerre des chocolats ((en) The Chocolate War) - 1974
- Je suis le fromage ((en) I Am the Cheese) - 1977
- Après la première mort ((en) After the First Death) - 1979
- The Bumblebee Flies Anyway - 1983
- Après la guerre des chocolats ((en) Beyond The Chocolate War) - 1985
- L'éclipse ((en) Fade) - 1988
- Quand les cloches ne sonnent plus ((en) Other Bells for Us to Ring) - 1990
- We All Fall Down - 1991
- La balle est dans ton camp ((en) Tunes for Bears to Dance To) - 1992
- En pleine nuit ((en) In the Middle of the Night) - 1995
- De la tendresse ((en) Tenderness) - 1999
- Les héros ((en) Heroes) - 1998
- À la brocante du cœur ((en) The Rag and Bone Shop) - 2002

#### Recueils
- Huit plus une ((en) Eight Plus One) - 1980
- The Moustache - 1974
- I Have Words to Spend - 1991
- Frenchtown Summer - 1999